# 弹性波
彈性波（elastic wave）是在彈性力的作用下所產生的波動。彈性波是透過彈性或黏弹性介質來傳播的机械波。介質的彈性提供了波動的恢復力。